# Lodewijk Fraryn
Lodewijk Fraryn ook wel Louis Flores (? - † 19 augustus 1622) was een priester en missionaris, bekend om zijn martelaarschap. Hij was lid van de Orde van de Predikheren (Dominicanen) en wijdde zijn leven aan het verspreiden van het christelijke geloof, met name in de 17e eeuw, toen veel missionarissen actief waren in de Aziatische regio. Flores wordt vooral herinnerd vanwege zijn toewijding aan het evangeliseren van de inheemse bevolking in de Filipijnen.
De familie Fraryn kwam uit Aat, maar woonde al lang in Antwerpen, in het huis op de hoek van de Rue aux Laines (Wolstraat) en de Rue de la Vigne (Wijngaardstraat). Een register van de kathedraal van Antwerpen noteert de geboorte van Louis, zoon van John Fraryn - Jacommine Malders, op 9 april 1589.
Op zeer jonge leeftijd ging hij naar Spanje en vervolgens naar Mexico, waar hij toetrad tot de orde van Sint Dominicus. Hij veranderde ongetwijfeld van naam naar Flores om zich aan te passen aan de mensen onder wie hij leefde. Hij zou achtereenvolgens een onvermoeibare arbeider en een novice-meester geweest zijn, wat een periode van meerdere jaren impliceert. 
In 1602 vertrok hij naar de missie op de Filippijnen, waar hij in 1609 hij het ambt uitoefende in Nueva Segovia op de Filipijnen. 
Hij werd op een reis naar Japan samen met een augstijnenpriester Peter de Zuniga en een Japanner Joachim Firaiama gevangengenomen en gemarteld door piraten (mogelijk Nederlandse) die vijandig stonden tegenover de aanwezigheid van katholieke missionarissen in de regio. Hij werd samen met een augstijnenpriester Peter de Zuniga en een Japanner Joachim Firaiama levend verbrand in Nagasaki, nadat ze hun metgezellen hadden zien onthoofden; maar door een onverwachte gunst stond men de christenen toe om de lichamen mee te nemen. Dat van Flores werd eerst bijgezet in het huis van een weduwe, waar de Dominicanen gewoonlijk dienst deden, en vervolgens overgebracht naar de Dominicaanse kerk in Manilla.
Ze werden samen met 250 martelaren op 7 juli 1867 zaligverklaard door paus Pius IX. Zijn feestdag wordt gevierd op 19 augustus in bisdom Antwerpen en samen met de andere martelaren op 10 september.

## Geraadpleegde literatuur, noten en verwijzingen
- Masetti, Pio Tommaso (1867): Histoire de la vie et du martyre du bienheureux Louis Flores d'Anvers. (eBook link)
- Broeckaert, Joseph s.j. (1869): 'Sketch of the Other Japanese Martyrs Beatified on the 7th of July 1867' van Life of the Blessed Charles Spinola, of the Society of Jesus, with a Sketch of the Other Japanese Martyrs Beatified on the 7th of July 1867 (link)
- van den Akker, A. s.j. (2008): 'Lodewijk Frarijn met 14 gezellen' (link)